# Zajcava (Regione di Mahilëŭ)
Zajcava (in bielorusso Зайцава?, in russo Зайцево?, Zajcevo) è un centro abitato della Bielorussia.